# Choujin X
Choujin X (jap. 超人X Chōjin Ekkusu) ist eine Manga-Serie von Sui Ishida, die seit 2021 in Japan erscheint. Die Actionserie wurde in mehrere Sprachen übersetzt, darunter auch ins Deutsche.

## Inhalt
In der Präfektur Yamato wurde ein Großteil der Heimat von Azuma Higashi (東 アズマ) und Tokio Kurohara (黒原 トキオ) von Choujin genannten Monstern zerstört. Die Choujin haben seit einiger Zeit die Welt ins Chaos gestürzt, sodass Japan in autonome Präfekturen zerfallen ist. Als die beiden Schüler selbst von einem Choujin angegriffen werden und ihr Leben bedroht ist, spritzt sich Tokio ein Mittel, das ihn selbst zum Choujin macht. Sie überleben, aber als Merkmal seiner Verwandlung behält er einen Vogelkopf. Bisher war Azuma stets der Kämpfer mit einem starken Gerechtigkeitssinn und sein Freund Tokio nur ein Mitläufer, der Azuma zuschaute und an seine Leistungen in der Schule nicht herankam. Nun verändert die neu gewonnene Stärke Tokios das Leben der beiden und ihr Verhältnis zueinander. In die menschliche Gesellschaft kann er sich nun nicht mehr so einfach eingliedern, da ihn sein Kopf als Choujin verrät. Währenddessen sind auch andere, bösartige Choujin hinter den beiden her.

## Veröffentlichung
Der Manga wird seit Mai 2021 im Online-Magazin Tonari no Young Jump von Shūeisha veröffentlicht. Die Kapitel erscheinen in unregelmäßigen Abständen. Von Oktober 2021 bis Februar 2022 erschien er auch im Shūkan Young Jump. Der Verlag bringt die Kapitel auch in bisher zwölf Sammelbänden heraus (Stand: Mai 2025).
Eine deutsche Übersetzung von Yuko Keller wird seit Juni 2023 von Crunchyroll in bisher elf Bänden herausgegeben (Stand August 2024). Auf Englisch erscheint die Serie bei Viz Media, auf Italienisch bei J-Pop und auf Polnisch bei Waneko.
| Band | Veröffentlichung | ISBN                   |
| ---- | ---------------- | ---------------------- |
| 01   | 1. Juni 2023     | ISBN 978-2-88951-723-7 |
| 02   | 1. Juni 2023     | ISBN 978-2-88951-724-4 |
| 03   | 3. August 2023   | ISBN 978-2-88951-725-1 |
| 04   | 6. Oktober 2023  | ISBN 978-2-88951-726-8 |
| 05   | 8. Dezember 2023 | ISBN 978-2-88951-727-5 |
| 06   | 9. Februar 2024  | ISBN 978-2-88951-728-2 |
| 07   | 5. April 2024    | ISBN 978-2-88951-729-9 |
| 08   | 2. August 2024   | ISBN 978-2-88951-730-5 |
| 09   | 6. Dezember 2024 | ISBN 978-2-88951-731-2 |
| 10   | 4. April 2025    | ISBN 978-2-88951-732-9 |
| 11   | 1. August 2025   | ISBN 978-2-8324-7169-2 |